# Giunto omocinetico

Animazione di un giunto omocinetico

Un giunto omocinetico è un qualunque dispositivo, scollegabile, di trasmissione del moto rotatorio tra due alberi (o altri elementi rotanti) che mantenga costante nel tempo, cioè indipendente dall'angolo di rotazione dell'albero,  il rapporto di trasmissione.
Il rapporto di trasmissione è definito come:
{\displaystyle t={\frac {\omega _{2}}{\omega _{1}}}}
dove {\displaystyle \omega _{2}} e {\displaystyle \omega _{1}} sono, rispettivamente, la velocità angolare in uscita e quella in ingresso.
In pratica, la velocità angolare dei due alberi collegati risulta proporzionale secondo t istante per istante.
Nel giunto omocinetico il rapporto di trasmissione è unitario, proprio per la definizione di omocineticità.
La grande differenza rispetto al giunto cardanico è appunto che il rapporto rimane costante (e unitario) per qualunque inclinazione (entro i limiti meccanici) tra l'asse movente e il cedente. 
Tali giunti sono anche noti come giunti a velocità costante (CVJ, Constant Velocity Joint). 

## Realizzazioni e utilizzi
Ne esistono svariati tipi, dai più semplici, che collegano rigidamente due alberi disposti sullo stesso asse di rotazione, ai più complessi che trasmettono il moto tra alberi disallineati e in moto relativo (cioè i cui assi di rotazione, formano un angolo che varia nel tempo). In particolari condizioni due 
giunti cardanici in serie possono essere usati per creare un giunto omocinetico.
Ad esempio, nelle automobili a trazione anteriore, giunti di questo tipo sono utilizzati per connettere i semiassi ai mozzi delle ruote sterzanti da un lato e al differenziale dall'altro, il che rende possibile la trasmissione del moto pur con la sterzatura e le oscillazioni consentite dalla sospensione, tra il gruppo mozzo-ruota e il telaio.